# Canyon de Serençay
Le canyon de Serençay (en turc : Serençay Kanyonu) est une gorge classée comme protégée située dans la péninsule de Téké à Burdur, entre le village d'Askeriye et de Günalan,.

## Sites touristiques
Le canyon abrite le site archéologique du palais de Téké (en turc : Teke Sarayı), classée comme ancienne zone de peuplement,.